# Wendy Testaburger
Wendy Testaburger este un personaj feminin fictiv din serialul de desene animate South Park și are 10 ani. Aceasta este prietena/iubita lui Stan Marsh și relația lor se numește Stendy. Ea poartă o beretă roz, o cămașă mov, pantaloni galbeni, pantofi negri și are părul lung, negru și drept. Wendy este bună la patinat și știe arabă și japoneză. Aceasta îl urăște pe Eric Cartman (și el pe  ea) și s-au certat și luptat de multe ori și ea de asemenea nu îl place pe Butters. Ea are un caracter bun dar când se înfurie sau când cineva o ia peste picior, e bine să te dai din calea ei. Într-o luptă cu Cartman chiar l-a lăsat într-o baltă de sânge.